# استئصال الكتلة
استئصال الكتلة (بالإنجليزية: Lumpectomy)‏ هي عملية استئصال جراحي لجزء مُنعزل أو لكتلة من الثدي، تُستعمل في العادة في علاج الأورام الخبيثة أو سرطان الثدي. يُعتبر هذا النوع من العلاج قابلًا للتطبيق، فيعود ذلك إلى أن كمية النسيج التي تتم إزالتها محدودة إذا ما تم مُقارنتها مع عملية استئصال الثدي، وبذلك يتميز العلاج بمزايا جسمية وعاطفية لأنه أقل تشويهًا للثدي.
ووفقًا لإرشادات الشبكة الوطنية الأمريكية الشاملة للسرطان، فمن المُمكن إجراء استئصال الكُتلة في حالة الإصابة بسرطانة قنوية لابدة سرطانية قنوية غزوية أو في حالات أخرى.

## سرطانة قنوية لابدة
تُعرف السرطانية القنوية اللابدة على أنها سرطان ثدي الذي يُقتصر فقط على بطانة قنوات الحليب، حيث يُمثل 20% من سرطان الثدي في الولايات المتحدة. على الرغم من ذلك، فإن العلاج الُمبكر الخاص بالسرطانة القنوية اللابدة يُشبه علاج سرطان الثدي الغَزْوِيّ إلى حدً كبير، الذي يتضمن استئصال الثدي وفي بعض الأحيان استئصال العقدة اللمفية، أدى تطور مفهوميات الخاصة بسرطان الثدي والقدرة على التفريق ما بين أنواعة وكذلك الفحوص المُلاءمة إلى أختيار العلاجات الجراحية الأقل تشوهيًا للثدي.
أظهرت نتائج دراسات سريرية عشوائية لمُدة ثمانية سنوات في أواخر الثمانينات في القرن 20، على الرغم من إجراء عملية استئصال الورم وحده إلا أنه لُحظ حدوث نَكْسَات بشكل كبير، لكن حصل العلاج من خلال استئصال الورم مع العلاج بالأشعة المحلي على نتائج مُماثلة لتلك في حالة استئصال الثدي في السرطانية القنوية اللابدة. وكانت هذه أول المُعطيات التي أوضحت أنه من المُمكن لجراحة الثدي المحافظة أن تكون علاجًا حقيقًًا.
يتم عادةً بعد إجراء عملية استئصال الورم في السرطانية القنوية اللابدة القيام بالعلاج الإشعاعي المحلية بهدف القضاء على المرض بواسطة المجهر. الخزعة العقدة اللمفاوية الخافرة الإبطية كوسيلة للكشف عن الأمراض النقيلية، لكنها أخذه بالانخفاض وذلك بسبب المخاطر المُصاحبة لها والتي تفوق أي تأثير جيد على النتائج. لا يُنصح بالعلاج الكيميائي للمُصابين بالسرطانية القنوية اللابدة، لكن من المُمكن أن يوصى باستخدام عقار تاموكسيفين في حالة الأورام التي تحتوي بشكل وفير على مستقبلات الاستروجين.

## سرطانية قنوية غزوية
يُنصح المُصابين بالسرطانية القنوية الغزوية مع أورام بعمل خزعة للعقدة اللمفية وأتباع العلاج بالأشعة ويُنصح أيضًا بالعلاج الكيماوي المُساند، لكنه لا يُنصح به في حال أن كان الورم صغير أو عدم وجود نقيلات العقد الليمفاوية. يُنصح بإجراء العلاج الكيماوي في حالة وجود أورام كبيرة.

## وصلات خارجية
- Lumpectomy: What to Expect , 19 March 2013